# Linea Nanao

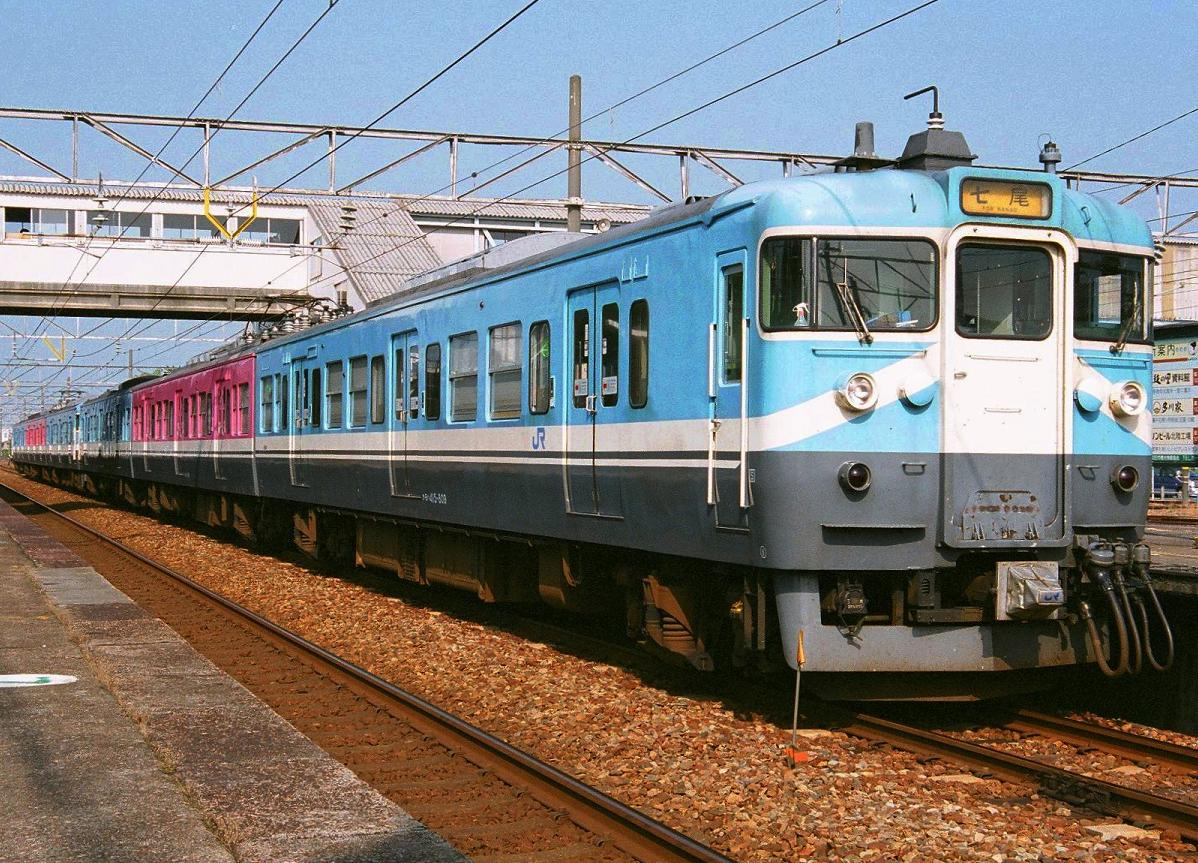
Un treno della serie 415

La linea Nanao (七尾線?, Nanao-sen) è una linea ferroviaria di 59,5 km a scartamento ridotto che unisce le città di Tsubata e Nanao nella prefettura di Ishikawa in Giappone. La linea è gestita dalla West Japan Railway Company (JR West) ed è a binario singolo ed elettrificata in corrente continua a 1500 V. Al termine la linea si collega con la Ferrovia Noto, non elettrificata e a gestione privata, che raggiunge la stazione di Anamizu.

## Storia
La sezione fra Tsubata (ora Hon-Tsubata) e Yatashin via Nanao è stata costruita dalla Ferrovia di Nanao (七尾鉄道?, Nanao-tetsudō) il 24 aprile 1898. La stazione terminale di Tsubata è stata spostata all'attuale capolinea il 2 agosto 1900 e connessa alla linea principale Hokuriku allora di proprietà statale. La nazionalizzazione della linea avvenne il 1º settembre 1907.
Negli anni seguenti la linea venne estesa: nel 1925 da Nanao a Wakura (l'attuale Wakura-Onsen), e nel 1935 fino ad Anamizu, sull'attuale ferrovia Noto. Nel 1991 la linea venne elettrificata fino a Wakura-Onsen, permettendo i servizi diretti da e per la linea principale Hokuriku. La sezione fra Nanao e Wajima passò quindi alla ferrovia Noto, e nel 2001 la sezione fra Anamizu e Wajima è stata chiusa per il basso profitto della linea.

## Servizi
La sezione, oltre ai treni locali e ai rapidi, vede alcuni treni espressi limitati Thunderbird provenienti da Osaka e Kyoto che raggiungono la località termale di Wakura Onsen.

## Stazioni
La linea Nanao si trova interamente nella prefettura di Ishikawa.
| Stazione      | Giappone | Distanza | Distanza | R  | Collegamenti              | Posizione            |
| Stazione      | Giappone | Interst. | Totale   | R  | Collegamenti              | Posizione            |
| ------------- | -------- | -------- | -------- | -- | ------------------------- | -------------------- |
| Tsubata       | 津幡     | 0.0      | 0.0      | ●  | Linea principale Hokuriku | Tsubata Kahoku       |
| Naka-Tsubata  | 中津幡   | 1.8      | 1.8      | ｜ |                           | Tsubata Kahoku       |
| Hon-Tsubata   | 本津幡   | 1.1      | 2.9      | ｜ |                           | Tsubata Kahoku       |
| Nose          | 能瀬     | 2.2      | 5.1      | ｜ |                           | Tsubata Kahoku       |
| Unoke         | 宇野気   | 3.7      | 8.8      | ●  |                           | Kahoku               |
| Yokoyama      | 横山     | 3.0      | 11.8     | ｜ |                           | Kahoku               |
| Takamatsu     | 高松     | 2.6      | 14.4     | ●  |                           | Kahoku               |
| Menden        | 免田     | 3.4      | 17.8     | ｜ |                           | Hōdatsushimizu Hakui |
| Hōdatsu       | 宝達     | 3.1      | 20.9     | ●  |                           | Hōdatsushimizu Hakui |
| Shikinami     | 敷浪     | 3.3      | 24.2     | ｜ |                           | Hōdatsushimizu Hakui |
| Minami-Hakui  | 南羽咋   | 2.5      | 26.7     | ｜ |                           | Hakui                |
| Hakui         | 羽咋     | 3.0      | 29.7     | ●  |                           | Hakui                |
| Chiji         | 千路     | 4.1      | 33.8     | ▲  |                           | Hakui                |
| Kanemaru      | 金丸     | 3.7      | 37.5     | ▲  |                           | Nakanoto Kashima     |
| Notobe        | 能登部   | 3.6      | 41.1     | ●  |                           | Nakanoto Kashima     |
| Yoshikawa     | 良川     | 2.8      | 43.9     | ●  |                           | Nakanoto Kashima     |
| Noto-Ninomiya | 能登二宮 | 2.2      | 46.1     | ▲  |                           | Nakanoto Kashima     |
| Tokuda        | 徳田     | 2.8      | 48.9     | ▲  |                           | Nanao                |
| Nanao         | 七尾     | 5.5      | 54.4     | ●  | Ferrovia Noto             | Nanao                |
| Wakura-Onsen  | 和倉温泉 | 5.1      | 59.5     |    | Ferrovia Noto             | Nanao                |

## Materiale rotabile
- Elettrotreno Serie 681 in servizio Thunderbird
- Elettrotreno Serie 683-2000 in servizio Shirasagi
- Elettrotreno Serie 683-8000 in servizio Hakutaka
- Elettrotreno Serie 415 per i servizi locali
- Automotrice termica Serie NT200 per i servizi sulla ferrovia Noto